# Jonathan Levin
Jonathan Levin (17 de novembro de 1972) é um economista estadunidense.
Filho do economista Richard Levin.
Foi laureado com a Medalha John Bates Clark de 2011.